# هانس بوش (فیزیکدان)
 هانس بوش (انگلیسی: Hans Busch؛ زاده ۲۷ فوریه ۱۸۸۴ درگذشته ۱۶ دسامبر ۱۹۷۳) یک فیزیک‌دان اهل آلمان بود.